# Echinussa
Echinussa Simon, 1901 è un genere di ragni appartenente alla famiglia Salticidae.

## Distribuzione
Le tre specie oggi note di questo genere sono endemiche del Madagascar.

## Tassonomia
A dicembre 2010, si compone di tre specie:
- Echinussa imerinensis Simon, 1901 — Madagascar
- Echinussa praedatoria (Keyserling, 1877) — Madagascar
- Echinussa vibrabunda (Simon, 1886)[2] — Madagascar